# Димитър Зашев
Димитър Зашев е български философ, преводач, поет и преподавател.

## Биография
Роден е на 31 юли 1948 г. в град София. Завършва специалност „Философия“ в Софийския държавен университет (1971). През 1980 г. защитава в Лайпцигския университет дисертация по История на философията на тема „Естетицизмът на кръстопътя между философската класика и съвремието“. Доцент в катедра Културология при Философски факултет на Софийския университет „Св. Климент Охридски“ (1994), професор по Социология, антропология и науки за културата в Софийския университет (2012). Доцент в Националната художествена академия, специалност „История на естетиката“ (1997).
Неговите научни публикации са предимно в областта на историята на философията и социологията.
Димитър Зашев е автор на философските трудове „Естетически отклонения“ и „Образи и образци. Конфигурации на безформеното“. Като доцент по философия той е известен със своите авторски текстове и със забележителните си преводи на „Битие и време“ на Мартин Хайдегер и „Хаос и форми“ на Дьорд Лукач.
През 2003 г. излиза стихосбирката „Лéта и цвят“, по-късно – през 2006 г. публикува стихобирката „Оцелели рими“.
На 2 декември 2017 г. Димитър Зашев внезапно получава мозъчен кръвоизлив и бива приет във Военномедицинска академия. След 2-месечно интензивно лечение издъхва на 1 февруари 2018 г.

## Обществени ангажименти
Членство в научни организации: Hegel – Gesellschaft, Simmel – Gesellschaft, Schelling – Gesellschaft, Gesellschaft für Daseinsanalyse (Виена), Кантово общество (София), Естетическо дружество (София).
Член на редколегиите на списанията „Философски алтернативи“ (до 2000 г.) и „Студия Културологика“ (до 2001 г.)
Главен редактор на списание „Югозападни листи“.
Председател на „Феноменологично ателие“ (София).

## Творчество

### Образи и образци. Конфигурации на безформеното
„Образи и образци. Конфигурации на безформеното“ (2010) съдържа проучвания от историята на западноевропейската мисъл в областта на философията на културата – от Лутер до Хайдегер. Изследователското внимание е насочено към взаимопроникванията и границите на светогледите – религиозни, естетически и етически – и към техните продуктивни въздействия.
Представени са основни сюжети и фигури от историята на новоевропейското философско и естетическо мислене в двойствената връзка на приемственост и на превъзмогване спрямо съществуващите религиозни и интелектуални традиции.

### Оцелели рими
„Оцелели рими“ (2006) е емоционална и разнообразна книга, която проявява пристрастност към лексиката на българския романтизъм и символизъм. В своите четири цикъла – „Загадка“, „Самота и тишина“, „Литургично“ и „Устременост“ – стихосбирката съдържа различни по звучене творби – от младежки опити до поезия на равносметката.

## Памет
На 8 ноември 2018 г. „Феноменологичното ателие“ и катедра „Културология“ на Софийския университет организират Национална научна конференция в памет на проф. д-р Димитър Зашев под мотото „Образцови отклонения“.

### Книги
Философски трудове
- Естетически отклонения. София: Издателство Гал-Ико, 1992, 138 с.
- Образи и образци. Конфигурации на безформеното. София: Университетско издателство „Свети Климент Охридски“. 320 с.[4][5]

Стихосбирки
- Лéта и цвят. София: ИК Синергия, 2003.[6]
- Оцелели рими. 2006.[7][8]

Преводи
- Дьорд Лукач. Хаос и форми. София: Изд. Наука и изкуство, 1989.
- Мартин Хайдегер. Битие и време. София: Академично издателство „Марин Дринов“, 2005.[9]

### Статии и студии
Списък с публикациите на Димитър Зашев до 2006 г.
1. „Между преценката и символа“. – сп. „Философска мисъл“, 1979, кн.2, с. 102-109.
2. „С и без Киркегор – една дилема на младия Лукач“. – сп. „Философска мисъл“, 1981, кн.11, с. 77-87.
3. „Тези за културата и нейните теоретически интерпретации“. – сп. „Проблеми на културата“, 1981, кн.5, с. 18-23.
4. „Към проблема за идентификация на съвременните култури“. – В: Известия на НИ Институт по културата, София, год. 7, 1981, кн.3, с. 26-47.
5. „От трансцендентализъм към Наукоучение: Кант и Фихте“. – сп. „Философска мисъл“, 1982, кн.11, с. 27-39.
6. „За превеждането на Маркс“. – сп. „Философска мисъл“, 1983, кн.2, с. 94-98.
7. „Zu den Prämissen der Bedeutung des Bedeutens und ihrer philosophischen Relevanz“. – В: European Journal for Semiotic Studies, vol. 1 (2) 1982, pp. 307–312.
8. „Поддържаната дезорганизираност (Към критическия анализ на концепцията на Ралф Дарендорф за социалната промяна)“. – студия в сборника: Социална промяна и обществен прогрес, изд. Наука и изкуство, 1981, с. 207-226.
9. „Форма и идивидуалност – един социологически компромис“. – сп. „Социологически проблеми“, 1984/5, с. 99-108.
10. „Социалност в магическия кръг на природността – бележки върху социологическата концепция на Теодор Адорно“. – сп. „Социологически проблеми“, 1986, кн.6, с. 121-128.
11. „Масовостта – ключ към естетическата форма. Към стогодишнината от рождението на Дьорд Лукач“. – сп. „Проблеми на културата“, 1980, кн.3, с. 63-74.
12. „Гиперрационализм и коммуникативное действие“. – В: сб. Материалистическая диалектика и критика философского иррационализма, София, 1988, ИССТ при БАН.
13. „Идеята за противоречието в някои варианти на „ирационалистката диалектика“. – втора глава от сборника Ленинското разбиране на диалектическото противоречие, София, Издателство на БАН, 1988, с. 42–55.
14. „Ранният Карл Маркс – естетик?“. – сп. „Проблеми на културата“, 1988, с. 12–20 (включена и като глава в книгата „Естетически отклонения“).
15. „Lukács versus Schelling. Ein produktives Misverständnis“. – В: Materialien des 1. Kongresses der internationalen Schelling -Gesellschaft, Leonberg 1989.
16. „Социализмът – емблеми и реалности“. – в сборника „Плурализмът“, София, изд. Наука и изкуство, 1990, с. 88-77.
17. Дьорд Лукач: Хаос и форми, „Коментари и бележки“, София, Изд. Наука и изкуство, 1989, с. 464-489.
18. „Изказът – прорив в модерността“. – сп. „Философска мисъл“, 1990, кн.6, с.106-110.
19. „Цивилизация и култура: метаморфозите на една дилема“ (в съавторство със ст.н. с. Ал. Рангелов). – сп. „Ново време“, 1990/7, с. 40-47.
20. „В търсене на нова рационалност“. – сп. „Ново време“, 1991, кн.1, с. 72-90.
21. „Фрагмент за добротата“. – сп. „Култура“, 1991, кн.1, с.130-131.
22. „Себенадмогване и съдба (Към биографията на една автобиография)“. – сп. „Култура“, 1991, кн.2, сс.116-118.
23. „Eine neue Ontologie jenseits der Naivität“. – in: Zsch. Ethik und Sozialwissenschaften, hg. v. Frank Benseler, Opladen 1991 /2, SS. 259-261.
24. „Warum muß man Heidegger ins Bulgarische übersetzen? Zur Rezeptionsgeschichte Heideggers in Bulgarien“. in: Zsch. Mesotes. Supplementband Martin Heidegger, hg. V. Maria Frst, Wien 1991, SS. 52-57.
25. „Lesen ohne Lesenzeichen. Der junge Hegel – ein Buch im Exil“. – in: Hegel-Jahrbuch 1992, Bochum, SS. 211-214.
26. „Философски шарки“. – сп. „Философска мисъл“, 1992, кн.2.
27. „Комуникативност и социалност“. – сп. „Ново време“, 1992, кн.3, с.1-25.
28. „L’erreur de traduction comme grâce (à partir d’une traduction russe de Jaspers)“. – in: Violence et traduction. Actes du colloque de Melnik, Bulgarie (7–10 mai 1993), organis é par Yves Hersant et Stoyan Atanassov, École des Hautes Études en Sciences Sociales (Centre de Recherches sur l ’Europe – Universit é de Sofia „Saint Clément d’Ohrid“) 1995 Sofita, Sofia, pp. 209-215.
29. „Скръб и печал, мълчание и инсценировка“. – сп. „Демократически преглед“, Пролет, 2000, кн. 43, сс. 565-570.
30. „Опит за коментар (към Мартин Хайдегер: Хьолдерлин и същността на поезията)“. – сп. „Демократически преглед“, Лято/Есен, 2000, кн. 44, с. 276–283.
31. „Отвъд забравата“. – сп. „Демократически преглед“, 2001/2002, кн. 48, с. 303–308.
32. „Без-дарната смърт. Стратегии на разговаряне“. – в сборника „Около Жак Дерида: чудовищния дискурс“, изд. Дом на науките за човека и обществото, София, 2002, под научното ръководство на Ивайло Знеполски, с. 190–200.
33. „Работна скица: „БОЛЕСТ-АГОНИЯ“ (към анализа на един Киркегоров текст)“. – сп. „Югозападни листи“, 1/2003, с. 32-38.
34. „Я, белведере“. – сп. „Югозападни листи“, 1/2004, с. 61-66.
35. „Фридрих Ницше: Свитък първи (Есен 1869). Начален коментар“. – сп. „Югозападни листи“, 1/2005, с.70–78.
36. „Нататък …, нататък“. – сп. „Югозападни листи“, 1/2005, с. 198-203.
37. „Спирки по пътя на трансформацията на критическата теория до теория на комуникационния акт. Хабермас като историк на философията“. – в сборника „Около Хабермас: нормативността в модерните общества и идеята за справедливостта“, изд. Дом на науките за човека и обществото, София, 2000, под научното ръководство на Ивайло Знеполски и Хайнц Висман, сс.158-176.
38. „Еврипид, Сократ и „смъртта на трагедията“. – в сп. „Език и литература“, 1-2/2001, София, с. 82-86.
39. „Хегерогенните контекстове на времевостта“. – в сп. „Език и литература“, 1-1/2003, София, с. 96-103.
40. „Върху разговарянето за романтичното“. – научно съобщение на Юбилейната конференция „Цветан Тодоров: теоретик и хуманист“, София, 2004.
41. „Дух и позитивност – бележки към естетиката на Бенедето Кроче“. – в: Бенедето Кроче, „Естетика“, изд. Рива, София, 2006, с. 5-13.
42. „На границата на Модерността. Фигурата на възвишеното (Хегел)“. – в: Културата: граници и съседства, сборник в чест на проф. Иван Стефанов, Университетско издателство „Св. Климент Охридски“, 2005, с. 133-141.
43. „Бележки на преводача“. – в: Хайдегер, „Битие и време“, Академично издателство „Марин Дринов“, София, 2005, с. 332-338.
44. „Im „Hinterhof“ der Malerei (Hegel)“. – в сборника „Диалог между две култури: първа академична среща Чили – България“, изд. Мариа Ерера и др., Издателство НБУ, София 2006, с. 255–265.
45. „Rezeptiongeschichte ohne Ende. Heideggers Werk Sein und Zeit auf Bulgarisch“. – in: Translating Heideggers Sein und Zeit, Studia Phaenomenologica“, vol. V/2005, Bucharest.
46. „В търсене на нова онтология – Пол Рикьор с и без Хайдегер“. – в сборника „Пол Рикьор. Философията пред предизвикателствата на промените“, изд. Дом на науките за човека и обществото, София, 1998, под научното ръководство на Ивайло Знеполски и Хайнц Висман, с.138-149. /В превод на френски вж. сп. Divinatio“, MSHS Sofia, Vol. 6, Spring/Summer 1998, pp. 99-105.
47. „Конфигурации на безформеното или за границите на семиозиса“. в сборника „Семиотика и идентичност. Около Умберто Еко“, изд. Дом на науките за човека и обществото, София, 2004, с. 149-163, под научното ръководство на Ивайло Знеполски и Хайнц Висман, сс….
48. „Варварството има и езикова проекция“. – в сп. Алтера, 1/2 2006, с. 25-26.
49. „Фигурата на алегоричното – между естетиката и политиката“, доклад на XXVI Международен конгрес за Хегел, Познан, септември 2006.
50. „Към една нова филология“. в: Хелге Юрдхайм, „Наука за четенето“, София, 2005, Изд. „Пет плюс“, с. 333-335.
51. „Das Schicksal des Philosophierens. Ein Gespräch mit Dimitri Ginev und Dimitar Saschev seitens Otto P?ggeler“. in Zsch. Studia Culturologica, vol. 3, Spring-Autumn 1994.
52. „Die Responsivität des Philosophierens. Ein Gespräch mit Dimitri Ginev und Dimitar Saschev seitens Bernhard Waldenfels“. – in Zsch. Studia Culturologica, vol. 4, Spring-Autumn 1994, pp. 97-110.
53. „Около метафизиката на смъртта, съобщение на Международна научна конференция: „Метафизиката на Левинас – правото на другия“, 27-28 октомври 2006 г., организирана от ФФ към СУ „Св. Кл. Охридски“, под ръководството на доц. Ив. Колев.
54. „Аз мисля“ в картезианската и трансцендентално-философската интерпретации“. 41 стр. В: Litclub.com, рубрика „Философия“, и сетне в: сп. Югозападни листи 2006/1.
55. „Eine philosophie – geschichtliche Paralelle (Kant umd Hegel) als Hintergrund der Thematik der Anerkennung“. – в: Нормативността в модерните общества и идеята за справедливостта, Издателство на НБУ, София, 2006.